# Nissan Sunny
Datsun Sunny (japanska: 日産・サニー) är en personbil som introducerades 1966 av den japanska biltillverkaren Nissan Motor Co. Ltd. Modellen bytte namn till Nissan Sunny i början av 1980-talet.

## Datsun Sunny B10
Den första generationen Sunny introducerades i april 1966. Det var en tämligen enkel konstruktion med stel bakaxel upphängd i längsgående bladfjädrar. Den individuella hjulupphängningen fram fjädrades av en tvärliggande bladfjäder. Sedanmodellerna kompletterades senare även med en kombi och en coupé. Dessutom byggdes en liten pick up.
Varianter:
| Modell | Motor              | Cylindervolym | Effekt | Bränslesystem   |
| ------ | ------------------ | ------------- | ------ | --------------- |
| 1000   | 4-cyl radmotor ohv | 988 cm³       | 45 hk  | Enkel förgasare |
| Coupé  | 4-cyl radmotor ohv | 988 cm³       | 52 hk  | Enkel förgasare |

## Datsun Sunny B110
1970 kom den större Sunny B110. Bilen hade moderniserats med MacPherson fjäderben fram. Coupé-modellen tillverkades även i ett sportigare GX-utförande med bland annat femväxlad växellåda.
Varianter:
| Modell  | Motor              | Cylindervolym | Effekt | Bränslesystem    |
| ------- | ------------------ | ------------- | ------ | ---------------- |
| 1200    | 4-cyl radmotor ohv | 1171 cm³      | 54 hk  | Enkel förgasare  |
| 1200 GX | 4-cyl radmotor ohv | 1171 cm³      | 72 hk  | Dubbla förgasare |
| 1400    | 4-cyl radmotor ohv | 1428 cm³      | 73 hk  | Enkel förgasare  |
| 1400 GX | 4-cyl radmotor ohv | 1428 cm³      | 82 hk  | Dubbla förgasare |

## Datsun Sunny B210
Den tredje generationen Sunny tillverkades 1973-1978. Coupé-modellen hade nu fått en halvkombilucka bak. Chassit delades med Nissan Silvia.
Varianter:
| Modell  | Motor              | Cylindervolym | Effekt | Bränslesystem    |
| ------- | ------------------ | ------------- | ------ | ---------------- |
| 1200    | 4-cyl radmotor ohv | 1171 cm³      | 52 hk  | Enkel förgasare  |
| 1400    | 4-cyl radmotor ohv | 1428 cm³      | 73 hk  | Enkel förgasare  |
| 1400 GX | 4-cyl radmotor ohv | 1428 cm³      | 82 hk  | Dubbla förgasare |

## Datsun Sunny B310
Den fjärde generationen Sunny blev den sista med bakhjulsdrift. Bakaxeln hade slutligen moderniserats och fått skruvfjädrar.
Varianter:
| Modell | Motor               | Cylindervolym | Effekt | Bränslesystem      |
| ------ | ------------------- | ------------- | ------ | ------------------ |
| 1200   | 4-cyl radmotor ohv  | 1171 cm³      | 52 hk  | Enkel förgasare    |
| 1400   | 4-cyl radmotor ohv  | 1428 cm³      | 63 hk  | Enkel förgasare    |
| 1500   | 4-cyl radmotor SOHC | 1488 cm³      | 70 hk  | Enkel förgasare    |
| GX     | 4-cyl radmotor SOHC | 1488 cm³      | 86 hk  | Bränsleinsprutning |

## Nissan Sunny B11
Hösten 1982 kom en helt nyutvecklad generation Sunny med framhjulsdrift. Datsun-namnet försvann och ersattes av Nissan. I Nordamerika såldes modellen under namnet Nissan Sentra.
Varianter:
| Modell | Motor               | Cylindervolym | Effekt | Bränslesystem             |
| ------ | ------------------- | ------------- | ------ | ------------------------- |
| 1.0    | 4-cyl radmotor SOHC | 988 cm³       | 50 hk  | Enkel förgasare           |
| 1.3    | 4-cyl radmotor SOHC | 1270 cm³      | 60 hk  | Enkel förgasare           |
| 1.5    | 4-cyl radmotor SOHC | 1488 cm³      | 75 hk  | Enkel förgasare           |
| Turbo  | 4-cyl radmotor SOHC | 1488 cm³      | 115 hk | Bränsleinsprutning, turbo |
| Diesel | 4-cyl radmotor SOHC | 1680 cm³      | 55 hk  | Dieselmotor               |

## Nissan Sunny B12
Den sjätte generationen Sunny fick en ovanligt kantig formgivning. Bilen fanns nu även med fyrhjulsdrift.
Varianter:
| Modell | Motor               | Cylindervolym | Effekt | Bränslesystem             |
| ------ | ------------------- | ------------- | ------ | ------------------------- |
| 1.3    | 4-cyl radmotor SOHC | 1270 cm³      | 60 hk  | Enkel förgasare           |
| 1.5    | 4-cyl radmotor SOHC | 1488 cm³      | 75 hk  | Enkel förgasare           |
| Turbo  | 4-cyl radmotor SOHC | 1488 cm³      | 115 hk | Bränsleinsprutning, turbo |
| Diesel | 4-cyl radmotor SOHC | 1680 cm³      | 55 hk  | Dieselmotor               |

### Nissan Sunny N13
Från hösten 1986 ersattes Sunny i Sverige och övriga Europa av Nissan Pulsar med modellkoden N13, den egentliga efterträdaren till bilen vi fick som Nissan Cherry. Den såldes dock under Sunny-namnet. Det fanns ingen N13 kombi, så kombimodellerna kom från den "egentliga" Sunnyserien, vilket förklarar dessas helt skilda utseende.

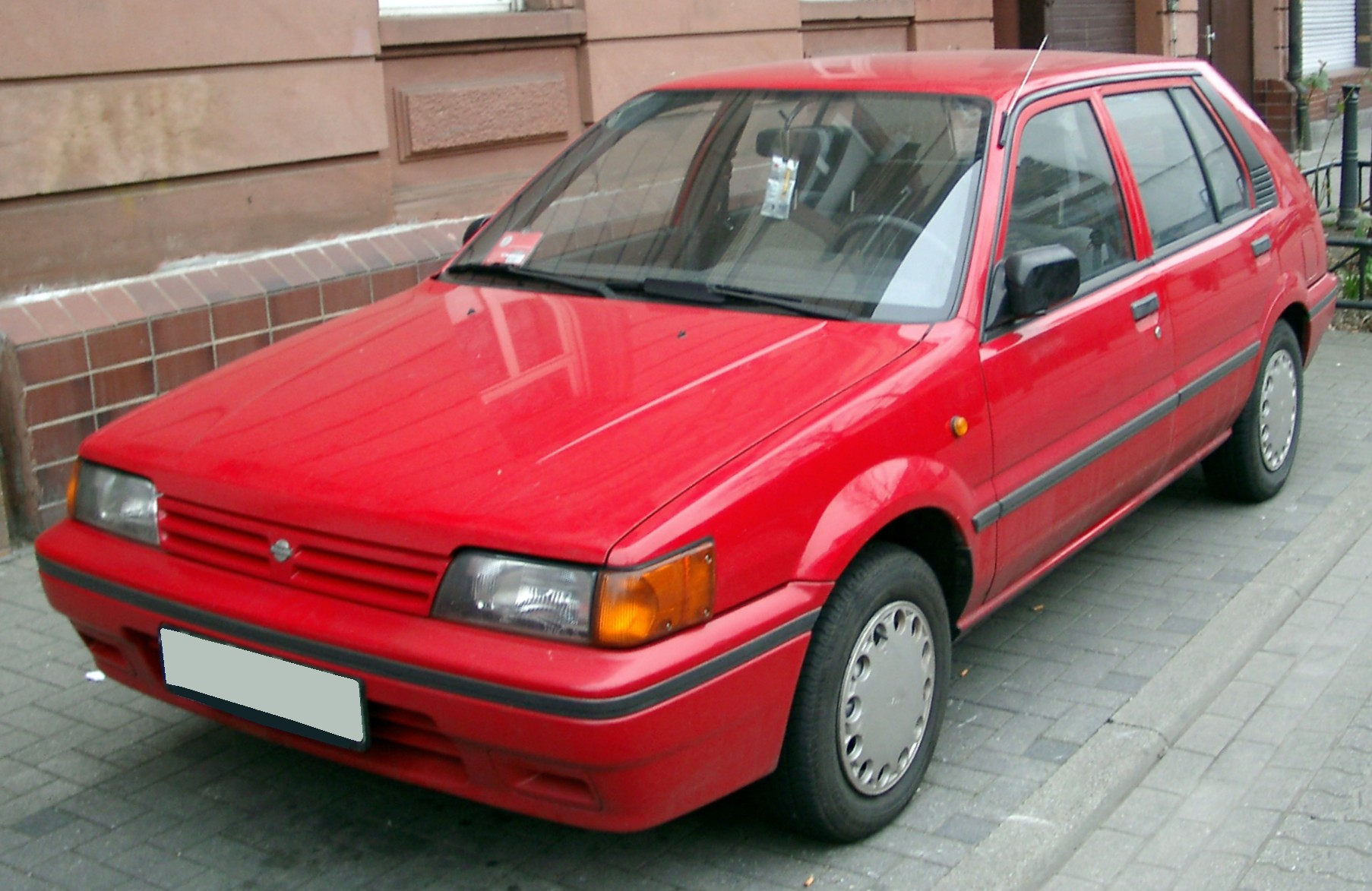
Nissan Sunny N13

## Nissan Sunny B13
Den sjunde generationen Sunny var en utveckling av företrädaren men fick en rundare och modernare kaross. Kombimodellen blev en egen modellserie kallad Nissan Wingroad.
Varianter:
| Modell | Motor               | Cylindervolym | Effekt | Bränslesystem      |
| ------ | ------------------- | ------------- | ------ | ------------------ |
| 1.3    | 4-cyl radmotor SOHC | 1270 cm³      | 60 hk  | Enkel förgasare    |
| 1.6    | 4-cyl radmotor SOHC | 1597 cm³      | 73 hk  | Bränsleinsprutning |
| GTI    | 4-cyl radmotor DOHC | 1598 cm³      | 110 hk | Bränsleinsprutning |
| Diesel | 4-cyl radmotor SOHC | 1973 cm³      | 76 hk  | Dieselmotor        |

### Nissan Sunny N14
Den sista Sunny-modell som såldes i Europa var återigen en Nissan Pulsar. Modellen ersattes 1996 i Europa av Nissan Almera.

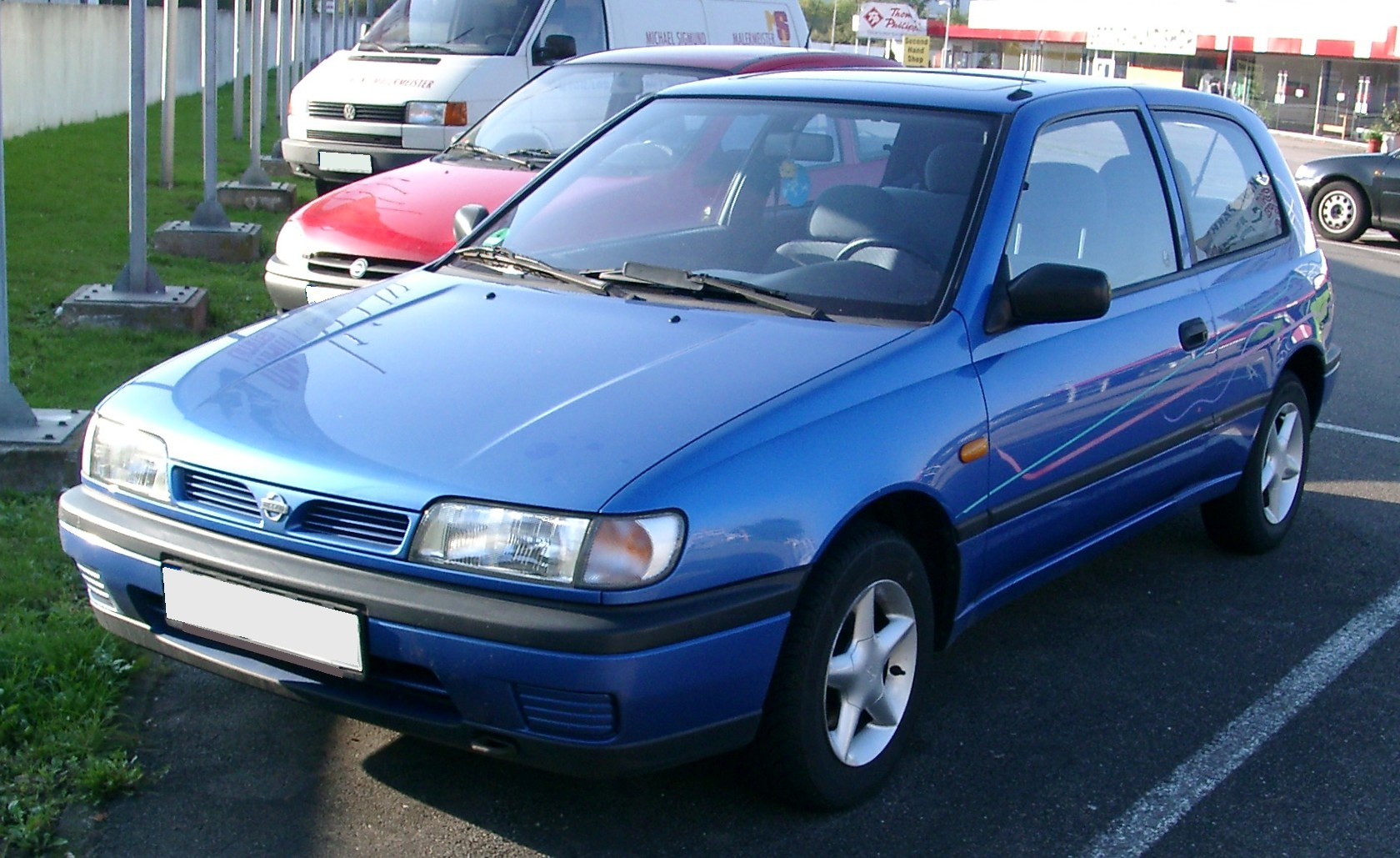
Nissan Sunny N14

## Nissan Sunny B14
1994 kom Sunny B14. Kombin Wingroad var egentligen en Mazda 323 med ny front.
Varianter:
| Modell | Motor               | Cylindervolym | Effekt | Bränslesystem      |
| ------ | ------------------- | ------------- | ------ | ------------------ |
| 1.3    | 4-cyl radmotor DOHC | 1275 cm³      | 75 hk  | Bränsleinsprutning |
| 1.5    | 4-cyl radmotor DOHC | 1498 cm³      | 105 hk | Bränsleinsprutning |
| 1.6    | 4-cyl radmotor DOHC | 1597 cm³      | 120 hk | Bränsleinsprutning |
| 1.8    | 4-cyl radmotor DOHC | 1838 cm³      | 140 hk | Bränsleinsprutning |
| 2.0    | 4-cyl radmotor DOHC | 1998 cm³      | 150 hk | Bränsleinsprutning |
| 2.0 D  | 4-cyl radmotor SOHC | 1973 cm³      | 76 hk  | Dieselmotor        |

## Nissan Sunny B15
Den nionde generationen Sunny blev den sista som såldes i hemlandet Japan. Den ersattes 2005 av Nissan Tiida.
Varianter:
| Modell | Motor               | Cylindervolym | Effekt | Bränslesystem      |
| ------ | ------------------- | ------------- | ------ | ------------------ |
| 1.3    | 4-cyl radmotor DOHC | 1275 cm³      | 75 hk  | Bränsleinsprutning |
| 1.5    | 4-cyl radmotor DOHC | 1498 cm³      | 105 hk | Bränsleinsprutning |
| 1.8    | 4-cyl radmotor DOHC | 1838 cm³      | 140 hk | Bränsleinsprutning |
| 2.0    | 4-cyl radmotor DOHC | 1998 cm³      | 150 hk | Bränsleinsprutning |
| 2.2 D  | 4-cyl radmotor DOHC | 2184 cm³      | 112 hk | Turbodiesel        |

### Nissan Sentra B16
Mellan 2006 och 2011 tillverkades Nissan Sentra för den nordamerikanska marknaden. Bilen delar teknik med Nissan Qashqai.

## Nissan Sunny B17
2010 återkom namnet Sunny på en ny modell som introducerades på bilsalongen i Shanghai. I Nordamerika säljs den under namnet Nissan Versa.
Varianter:
| Modell | Motor               | Cylindervolym | Effekt | Bränslesystem      |
| ------ | ------------------- | ------------- | ------ | ------------------ |
| 1.5    | 4-cyl radmotor DOHC | 1498 cm³      | 110 hk | Bränsleinsprutning |
| 1.6    | 4-cyl radmotor DOHC | 1598 cm³      | 107 hk | Bränsleinsprutning |